# The Resistance: Rise of the Runaways
The Resistance: Rise of the Runaways è il secondo album in studio del gruppo musicale statunitense Crown the Empire, pubblicato il 22 luglio 2014 dalla Rise Records.

## Tracce
1. A Call to Arms (Act I) – 3:01
2. Initiation – 4:40
3. Millennia – 3:44
4. Machines – 4:29
5. The Wolves of Paris (Act II) – 1:42
6. MNSTR – 3:29
7. Second Thoughts – 3:42
8. Maniacal Me – 3:33
9. Satellites (Act III) – 2:07
10. Rise of the Runaways – 3:35
11. Bloodline – 4:20
12. The Phoenix Reborn – 5:45
13. Johnny's Rebellion – 6:45

Tracce bonus nell'edizione deluxe
1. Prisoners of War – 3:55
2. Cross Our Bones – 3:25
3. Machines (Re-invented) – 4:02
4. Millennia (Acoustic) – 4:03

## Formazione
Crown the Empire
- Andy "Leo" Velasquez – voce, tastiera
- David Escamilla – voce, chitarra addizionale
- Bennett "Suede" Vogelman – chitarra solista, cori
- Brandon Hoover – chitarra ritmica, cori
- Hayden Tree – basso
- Brent Taddie – batteria, percussioni

Altri musicisti
- Bailey Crego – chitarra addizionale
- Chip Lambert – percussioni
- Rachel Golub – violino
- Dave Eggar – violoncello
- Brendan Barone – cori
- Nathan Cannon – cori

## Classifiche
| Classifica (2014)         | Posizione massima |
| ------------------------- | ----------------- |
| Stati Uniti               | 7                 |
| Stati Uniti (independent) | 1                 |
| Stati Uniti (rock)        | 1                 |
| Stati Uniti (hard rock)   | 1                 |